# 秋田総合車両センター
秋田総合車両センター（あきたそうごうしゃりょうセンター）は、秋田県秋田市土崎港東三丁目にある、東日本旅客鉄道（JR東日本）東北本部管轄の車両工場。旧称は土崎工場（土崎工・TZ）。

## 概要
奥羽本線泉外旭川（ - 秋田貨物）- 土崎間に位置しており、近江谷栄次の寄贈地に、1908年（明治41年）5月に開設された帝国鉄道庁土崎鉄工場を前身に持つ車両工場で、国鉄の所管となってからは長らく土崎工場という名称であったが、2004年（平成16年）4月1日の組織改正により現名称に改称した 。
国鉄時代から各種車両の製造・改造・整備・廃車解体を行なっているが、JR東日本所属の電気機関車の検査、動力用ディーゼルエンジンの整備は当センターのみで実施する。また、駅に配備されているステンレス製ごみ入れの製造や、日本国外からの研修生の受け入れも行っている。
毎年一回（例年10月、最近は8月）センター内の一般公開を実施している。入場している車両の展示（2010年公開ではキハ48くまげら増結改造、209系房総転用改造、直流機関車EF60、キヤE193系を使用した吊り上げ実演など）やエンジンなど部品職場の公開、ミニSL運転などを行い、公開日には社員食堂（JR-Crossフーズカンパニー）も営業する。
2008年（平成20年）に大宮総合車両センターが車両の配置を開始（東大宮センターに配置）して以降、JR東日本で車両配置がない総合車両センターは当センターが唯一となっていたが、2021年（令和3年）4月1日に、別組織であった秋田車両センターの在来線部門が、組織改正のため当センターの下部組織となり、名称が「秋田総合車両センター南秋田センター」に変更、当センターも車両配置のある総合車両センターとなった。JR東日本に5か所ある在来線の総合車両センター（東京・郡山・長野・大宮・秋田）のひとつ。

## 整備済みの車体に記される略号
- 「AT」「秋田総合車セ」

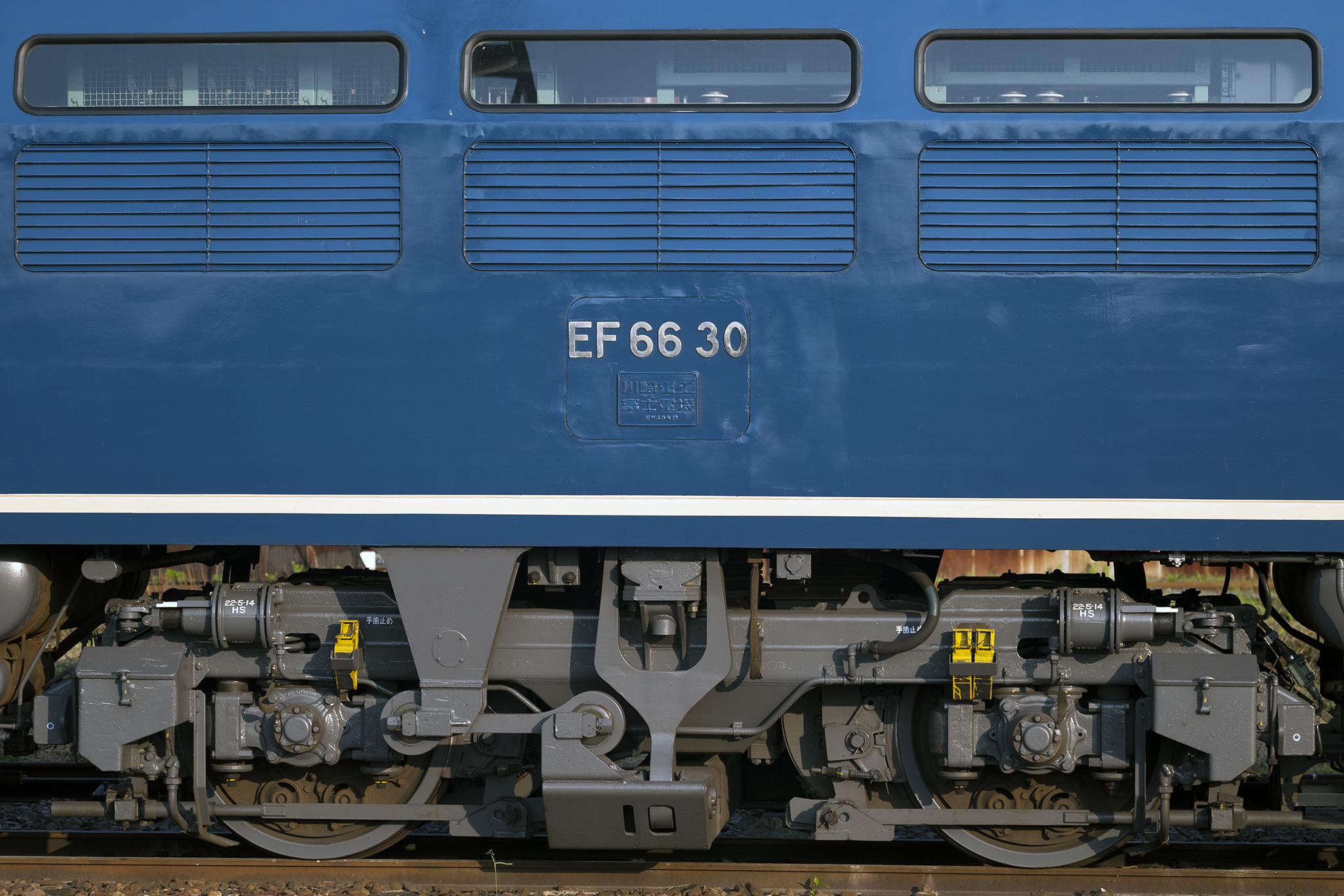
広島車両所にて全般検査を受けた車両。台車に検査年月日およびHSが書かれる。

年・月のみならず日まで書き込む車両工場としては、他に日本貨物鉄道（JR貨物）広島車両所がある。

## 歴史
- 1908年（明治41年）5月 - 帝国鉄道庁土崎鉄工場として業務開始。
  - 12月5日 - 鉄道院の所管となる。
- 1920年（大正9年）5月15日 - 鉄道省の所管となる。
- 1942年（昭和17年）9月11日 - 土崎工機部に改称[7]。
- 1943年（昭和18年）11月1日 - 運輸通信省の所管となる。
- 1945年（昭和20年）5月19日 - 運輸省の所管となる。
- 1947年（昭和22年）8月14日 - 昭和天皇の戦後巡幸。天皇が場内を視察、工機部部長から説明を受けたほか、労働組合委員長、工員らに励ましの「お言葉」をかけた[8]。
- 1949年（昭和24年）6月1日 - 日本国有鉄道の所管となる。
- 1952年（昭和27年）8月1日 - 土崎工場に改称。
- 1956年  (昭和31年)  8月22日- 1950年から、日本楽器製造(現ヤマハ株式会社)が製造・販売を行なっていたミュージックサイレンが、納入先の国鉄土崎工場へ向け出荷される。販売が開始されてから全国で丁度50台目の物だった。
- 1973年（昭和48年）9月1日 - 本社管轄から秋田鉄道管理局管轄に変更[9]。
- 1987年（昭和62年）4月1日 - 国鉄分割民営化により東日本旅客鉄道に移管。
- 1988年（昭和63年）4月25日 - アメリカントレイン用50系客車2両の改造が完成、落成式挙行[10]。最終的に6両が土崎工場で改造された。
- 1993年（平成5年）
  - 2月1日 - 52年ぶりとなる車両新製（ノックダウン生産）を開始（701系2両）[11]。
  - 3月29日 - 701系落成式を開催[11]。
- 2000年（平成12年）12月22日 - ISO 9001認証取得。
- 2004年（平成16年）4月1日 - 秋田総合車両センターに改称[3]。
- 2016年（平成28年）6月3日 - 新型リゾートしらかみ「ぶな」（全4両）の車両完成式典を挙行[12]。
- 2021年（令和3年）4月1日 - 組織改正により、秋田車両センターの在来線部門が編入され、当センターの下部組織として秋田総合車両センター南秋田センターが発足[5]。
- 2025年（令和7年）3月末 - DE10形の車検終了発表。

## 検査担当形式と配置区所
出典：JR東日本テクノロジー株式会社HP 事業紹介

### 電車
- 701系：秋田総合車両センター南秋田センター
- E653系1000番台：新潟車両センター
- E751系：秋田総合車両センター南秋田センター
- EV-E801系：秋田総合車両センター南秋田センター

### 気動車
- キハ40・48形：秋田総合車両センター南秋田センター
- HB-E300系：秋田総合車両センター南秋田センター・新潟車両センター
- GV-E400系：秋田総合車両センター南秋田センター
- キヤE193系：秋田総合車両センター南秋田センター

### 客車
- 12系：ぐんま車両センター[15]・新潟車両センター
- オハ47形：ぐんま車両センター[16]
- スハフ32形：ぐんま車両センター[17]
- スハフ42形：ぐんま車両センター[18]
- オハニ36形：ぐんま車両センター[19]

### 機関車
- ED75形：秋田総合車両センター南秋田センター・仙台車両センター
- EF64形：ぐんま車両センター・新潟車両センター
- EF65形：尾久車両センター・ぐんま車両センター
- EF81形：秋田総合車両センター南秋田センター・尾久車両センター・新潟車両センター
- DD14形：盛岡車両センター
- DD51形：ぐんま車両センター
- DE10形：秋田総合車両センター南秋田センター・ぐんま車両センター・新潟車両センター・郡山総合車両センター[注 5]・仙台車両センター・盛岡車両センター
- DE11形：ぐんま車両センター

## 製造された車両
本センターでは土崎工場時代より車両の製造実績がある。
土崎工場
- D51形蒸気機関車
  - 9両が製造された。土崎工場（当時）1号機 (D51 232) は大森山公園に静態保存されている。
- 701系
  - 0番台2連4本、100番台全車（2連5本3連1本）、1000番台2連17本、1500番台2連1本、5000番台2連4本、5500番台2連6本の計77両を新製している[20]ほか、1000番台1033編成の浸水復旧に伴う1500番台化（1508編成）も実施している。
- E127系
  - 100番台2両編成2本の計4両が製造された[20]。

701系の製造業務は本工場において、52年ぶりとなる車両製造である。ただし、川崎重工業で製作した構体を本工場まで甲種車両輸送により搬入し、艤装・内装等を本工場で実施したノックダウン生産である。E127系100番台も川崎重工業で製作した構体を組み立てたノックダウン生産である。
秋田総合車両センター
- HB-E300系
  - HB-E300-5の1両のみ、秋田総合車両センターで艤装され、構体を制作した総合車両製作所横浜事業所との共同制作名義となっている。

## 保存車両
- C51 44（カットモデルとして静態保存）